# ليتل ديويد
لیتل دیوید (به انگلیسی: Little David) یا دیوید کوچک نام مستعار خمپاره‌ای با کالیبر ۳۶ اینچی (۹۱۴ میلی‌متری) آمریکایی بود که برای شکستن خط زیگفرید طراحی شد و سپس برای آزمایش بمب‌های هوایی در طول جنگ جهانی دوم استفاده شد. این اسلحه از همان کالیبر خمپاره بریتانیایی مالت، ساخت۱۸۵۷، استفاده می‌کند و از بزرگ‌ترین تفنگ‌هایی است که تا کنون ساخته شده‌است، کالیبر آن بزرگ‌تر از هر دو تفنگ رِیلی هویتزر گوستاو و Dora است که ۳۱٫۵-اینچ (۸۰۰-میلیمتر) بودند.